# Янівське водоймище
Я́нівське водо́ймище — водосховище на річці Міусик (Азовське море) в Антрацитовському районі Луганської області. Споруджене 1950 року для водопостачання міста Красний Луч. Площа 76 га; 3,5 км довжини і до 0,35 км ширини, пересічна глибина 4,6 м.
Піщаних пляжів для відпочинку немає, узбережжя суцільні кам'янисті гряди та гравелисті суглинки. На водоймищі селяться лебеді, чаплі, чернь.